# Ursus C-355
Ursus C-355 – średni ciągnik rolniczy produkowany w latach 1971–1975 przez zakłady Ursus w Warszawie.

## Historia modelu
Ciągnik Ursus C-355 stanowi wersję rozwojową ciągnika Ursus C-4011 i jest poprzednikiem modelu Ursusa C-360. W latach 1966–1968 w Zakładzie Doświadczalnym Ciągników Rolniczych przygotowano konstrukcyjnie I etap modernizacji ciągnika C-4011 co zakończono wyprodukowaniem w IV kwartale 1969 roku 50 sztuk serii informacyjnej C-345. 1 kwietnia 1971 r. podjęto produkcję seryjną pod zmienioną nazwą C-355, zaś od 1975 r. produkowano wersję rozwojową – Ursus C-355M.
W porównaniu do poprzednika zmieniono wygląd maski, zwiększono moc silnika do 45 KM, a także zmieniono mechanizm kierownicy na śrubowo-kulkowy.
W 1971 r. odbyła się studencka wyprawa do tzw. Małej Azji, zorganizowana na dystansie ok. 10 tys. km. Wykorzystano w niej przyczepę Jelcz PO-1 przystosowaną do takiej wyprawy. Trasa prowadziła przez ZSRR, Rumunię, Bułgarię, Turcję, Syrię i Liban, a w drodze powrotnej przez Turcję, Bułgarię, Jugosławię, Węgry i Czechosłowację. Ten sam ciągnik po niezbędnych naprawach pojechał w wyprawie w kolejnym roku.
W 1972 r. zorganizowano rajd z Warszawy, poprzez Czechosłowację, Austrię, Jugosławię, Grecję, Turcję, Syrię, Liban, Irak do Kuwejtu i z powrotem przez Irak i ZSRR do Polski. Trasę o długości 14 tys. km pokonano Ursusem C-355 w 80 dni.

## Najważniejsze zmiany w porównaniu do Ursusa C-4011
- Dwudrążkowy układ kierowniczy zastąpiono jednodrążkowym
- Hak pod maską zastąpiono zaczepem do przyczep.
- Podwójny filtr oleju (wstępnego i dokładnego oczyszczania) zastąpiono filtrem odśrodkowym (tzw. bączkiem).
- Wprowadzono nową tablicę rozdzielczą z dwoma okrągłymi zegarami – obrotomierz z licznikiem motogodzin oraz zegar kontrolny (pierwsze egzemplarze posiadały jeszcze zegar z modelu C-4011).
- Zmieniono przełożenie zwolnicy (Ursus C-4011 posiadał 55 zębów na zwolnicy oraz 12 zębów na półosi, Ursus C-355 posiadał odpowiednio 56 i 11 zębów), dzięki czemu uzyskano większe przełożenie kosztem prędkości maksymalnej.
- W modelu C-4011 obudowa przekładni kierowniczej była odlana na pokrywie skrzyni biegów, w modelu C-355 wprowadzono przykręcaną obudowę.
- Usunięto rozdzielacz hamulców, który został zastąpiony dwoma pedałami hamulca połączonymi zapadką.
- Przeniesiono dźwignię hamulca ręcznego z pokrywy skrzyni biegów do obudowy mostu napędowego i zmieniono kształt dźwigni.
- Zmieniono kąt wtrysku z 20° na 22°.
- Pojedynczy wałek odbioru mocy zastąpiono podwójnym, dzielonym.
- Ursus C-4011 posiadał jedno złącze hydrauliczne, natomiast Ursus C-355 dwa (początkowe modele miały jedno)
- Usunięto dźwignię szybkości reakcji podnośnika hydraulicznego umieszczoną na pokrywie podnośnika.

## Dane techniczne
- Klasa – 0,9 T

### Silnik
- Typ – Ursus S-4002
- Rodzaj – wysokoprężny, chłodzony cieczą
- Liczba cylindrów – 4
- Pojemność – 3121 cm³
- Moc znamionowa – 33 kW (45 KM) przy 2000 obr./min
- Max. moment obrotowy – 175 Nm przy 1500 obr./min
- Pompa wtryskowa P24T8-3a. produkcji Zakładu Aparatury Wtryskowej W.S.K. „PZL-Mielec”
- Jednostkowe zużycie paliwa przy mocy znamionowej – 270 g/kWh

### Układ napędowy
- Sprzęgło – cierne, dwustopniowe, suche, tarczowe
- Skrzynia biegów – niesynchronizowana, z reduktorem
- Liczba przełożeń w przód/wstecz – 10/2
- Blokada mechanizmu różnicowego – mechaniczna, załączana pedałem
- Przekładnia główna tylnego mostu – typu Oerlikon, z zębami prostymi
- Zwolnice – planetarne

### Układ jezdny
- Oś przednia – nienapędzana, nieresorowana, typu rurowego, rozsuwana
- Hamulec zasadniczy szczękowy, sterowany hydraulicznie, niezależny na obydwie półosie
- prędkość jazdy – 1,13–25,6 km/h

### Układy agregowania
- Podnośnik hydrauliczny z pompą o wydajności 20 l/min i ciśnieniu 12 MPa
- TUZ kategorii II wg ISO, udźwig na końcach dźwigni dolnych 1200 kg
- Zespoły zaczepowe – górny zaczep transportowy, zaczep rolniczy wahliwy i belka narzędziowa
- WOM – zależny i niezależny 540 obr./min

### Informacje dodatkowe
- Przy pierwszych egzemplarzach ciągników była dodawana drewniana skrzynia z zapasowymi częściami

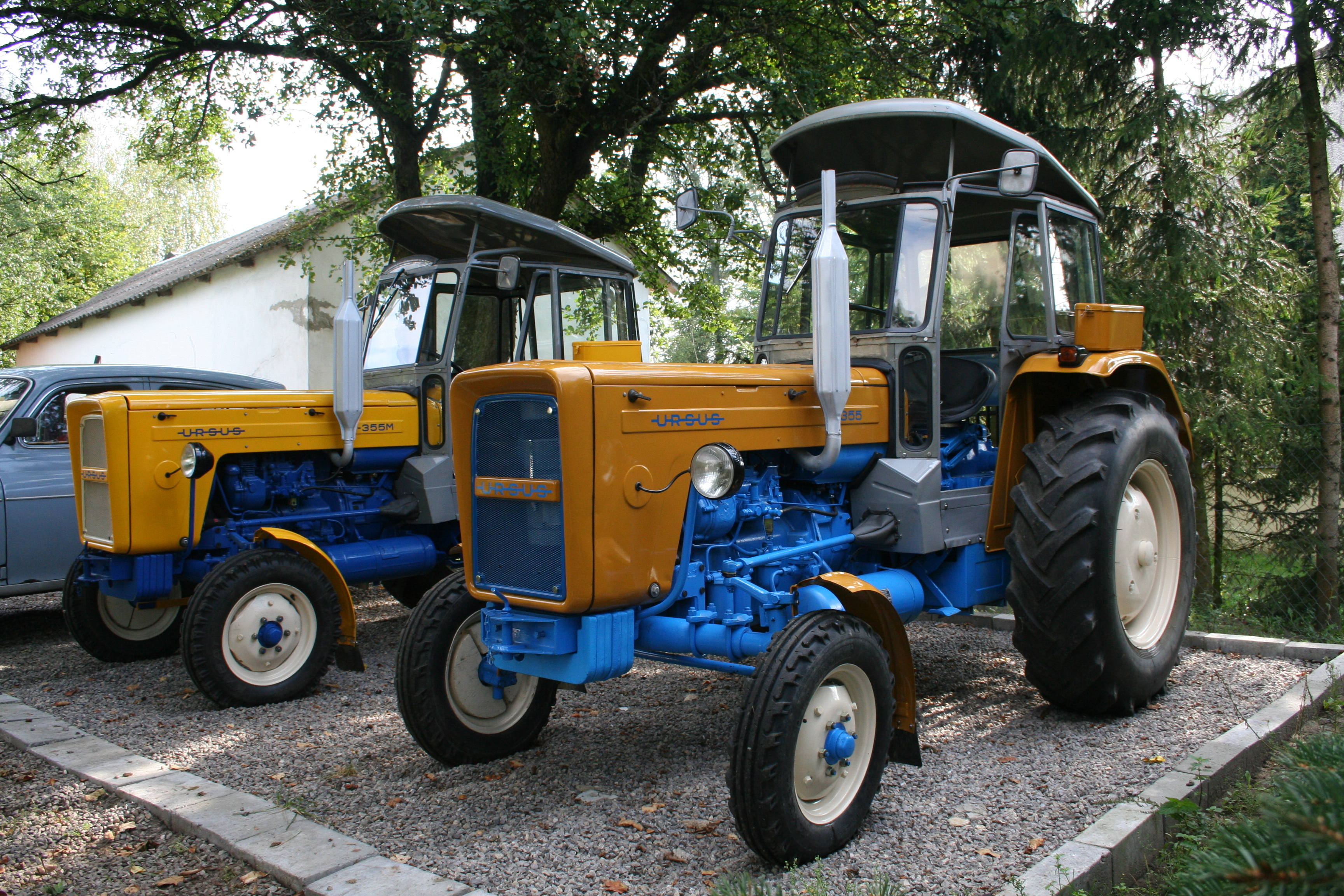
Oryginalny Ursus C-355 z 1973 roku wraz z wersją rozwojową – Ursusem C-355M z 1975 roku
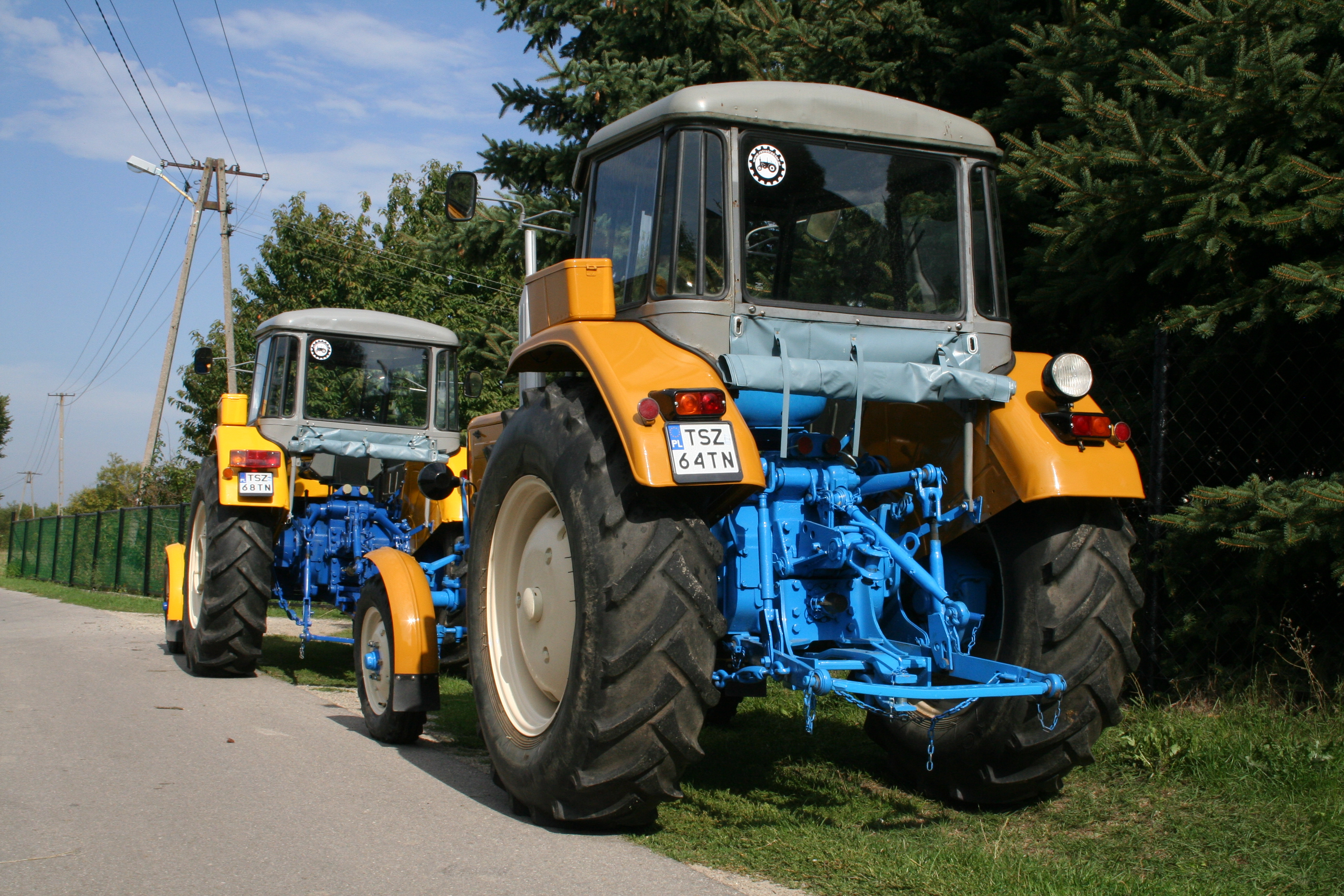
Tyl ursusa C355, C355M – oryginalna kolorystyka
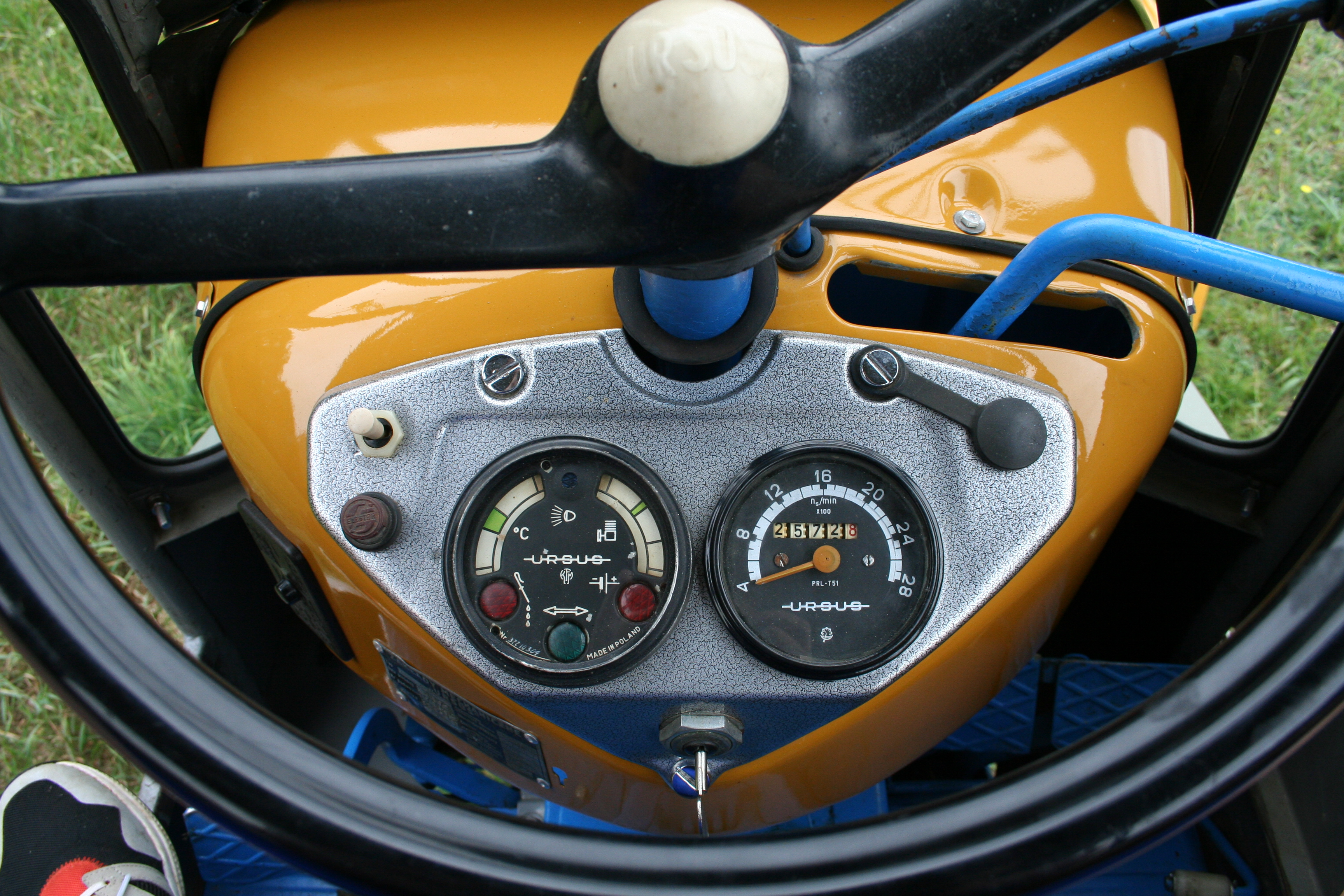
Tablica rozdzielcza Ursusa C-355 z 1973 roku